# ФК ФКСБ
ФКСБ (на румънски: FCSB) е футболен клуб от Букурещ, столицата на Румъния. Името е абревиатура от Футболен клуб на „Стяуа“ (Букурещ), изговаря се фе-ка-се-бе.
ФКСБ е най-успешният румънски футболен клуб на всички времена. Те са първият източноевропейски отбор, спечелил финал на клубно европейско състезание – Купата на европейските шампиони през 1986 г., срещу „Барселона“. Клубът е бил свързван с Румънската армия. Eдинствената връзка с армията остава стадионът, който е военна собственост.

## История
Клубът е създаден на 7 юни 1947 г. като ASA (Спортен клуб на армията) от няколко офицера в армията. Променя името си много пъти до 1961 г., когато приема „Стяуа“ (на български: „Звездата“). Остава армейски отбор до 1998 г., когато се отделя като самостоятелен клуб. Цветовете на тима са червено (като домакини) и синьо (като гости).
Най-силният период на отбора е от 1985 до 1989 г., когато става шампион на Румъния 5 пъти поред и постига най-големите си победи и рекорди.
На 7 май 1986 г. под ръководството на Емерик Йеней Стяуа става първият отбор от Източна Европа, спечелил Купата на европейските шампиони. След 120 минути игра на стадион Санчес Писхуан в Севиля Стяуа побеждава Барселона след изпълнение на дузпи. Тогава вратарят Хелмут Дукадам спасява 4 дузпи. Същата година отборът печели и Суперкупата на Европа с 1:0 срещу Динамо Киев.
През този период Стяуа поставя недостигнатия световен рекорд от 104 изиграни мача без загуба като остава непобеден в продължение на цели 3 години и 3 месеца: юни 1986 – септември 1989. През 1989 г. отново достига до финала за КЕШ и става европейски вицешампион. Клубът държи рекордите от 26 спечелени титли на футболното първенство на Румъния, 22 Купи на Румъния и 6 Суперкупи на Румъния.
През 90-те години Стяуа отново се радва на големи успехи. Отборът печели 6 поредни пъти първенството на Румъния – от 1993 до 1998 г. След края на 90-те години на 20 век в играта на отбора настъпва спад. За пръв път след 1998 година отборът става шампион през сезон 2004/05, а успехът е дублиран през сезон 2005/06. Първият голям успех на отбора в XXI век е свързан с участието в турнира за Купата на УЕФА. През сезон 2005/06 отборът стига до полуфиналите на турнира, където е отстранен от Мидълзбро с гол в последната минута. През следващия сезон Стяуа се класира за Шампионската лига за пръв път след десет годишно прекъсване. През сезон 2007/08 не успява да се класира за Шампионската лига. През сезон 2012/13 г. под ръководството на Лауренциу Регекампф отборът най-накрая става шампион след 7-годишно прекъсване, а шампионската титла в Румъния е допълнена с участие в Шампионската лига за пръв път след десет години. През следващия сезон успехът в румънското първенство отново е дублиран. Въпреки това Лауренциу Регекампф е уволнен, а на негово място е назначен бившият защитник на отбора Константин Гълка.
През 2017 г. след загубено дело срещу министерството на отбраната на Румъния за името „Стяуа“ отборът е преименуван и приема за официално име акронимът „ФКСБ“, което формално е съкращение от „Футболен клуб на Стяуа Букурещ“. Клубът запазва своите екипи и символи.
Най-голямото дерби на „ФКСБ“ е срещу тима от същия град „Динамо“.

## Стадиони
От 1974 до 2015 г. отборът играе мачовете си на стадион „Стяуа“ в Букурещ, известен като стадион „Генча“ на името на улицата, на която се е намирал. След това се прехвърля на стадион „Арена Национала“. Стадион „Стяуа“ е собственост на Министерството на отбраната, но е взет под аренда от клуба за 49 години. През август 2018 г. стадион „Генча“ е съборен, за да се изгради нов за Европейското първенство през 2020 г.

## Срещи с български отбори
ФКСБ се е срещал с български отбори в официални и приятелски срещи.

### Лудогорец
С отбора на „Лудогорец“ се е срещал пет пъти. Първият мач е приятелски и се състои на 8 септември 2012 г. в Разград като срещата завършва 1:1. Втората среща е приятелска на 1 юли 2014 г. в Англия и завършва 4:2 за „Лудогорец“. Третият мач е плейоф в Шампионската лига и се състои на 19 август 2014 г. в Букурещ като завършва 1:0 за „Стяуа“. Четвъртата среща е реванш в плейофа от Шампионската лига на 27 август 2014 г. в София и завършва 1:0 (6:5 след дузпи) за „Лудогорец“. Петият мач е приятелски и се играе на 31 януари 2016 г. в турския курорт Белек като завършва 3:0 за „Лудогорец“.

### ЦСКА
Стяуа на три пъти спира българският тим ПФК ЦСКА (София), в похода му от европейските турнири.

#### 1997
През август 1997 г. ЦСКА и „Стяуа“ се срещат в квалификационен кръг за влизане в Шампионската лига. ЦСКА повежда с 3:1 на стадион „Генча“ и с човек повече не успява да удържи преднината, а допуска изравняване в последните 10 минути като също завършва мача с 10 души. На реванша в София „Стяуа“ повежда с 0:1 в средата на първото полувреме, а веднага след почивката Лауренциу Регекампф вкарва втори гол извън наказателното поле.

#### 2004
През година в турнира Лига Европа двата тима завършват 2 – 2 в София и 2 – 1 в Букурещ, като победител отново е румънският тим.

#### 2011
На 25 август 2011 г., ЦСКА и Стяуа се изправят един срещу друг в турнира Лига Европа. Първият двубой в Румъния завършва 2 – 0 за Стяуа, а реванша завършва 1 – 1 в София.

## Прочути футболисти
- Гаврила Пеле Балинт
- Миодраг Белодедич
- Ладислау Болони
- Хелмут Дукадам
- Илие Думитреску
- Георге Хаджи
- Адриан Илие
- Ангел Йорданеску
- Мариус Лакътуш
- Доринел Мунтяну
- Дан Петреску
- Мирел Радой
- Марчел Радукану
- Виктор Пицурка

## Български футболисти
- Живко Желев: 2010 (16 мача - 1 гол)
- Крум Бибишков: 2009/10 (1 мача - 0 гола)
- Йордан Тодоров: 2010 (0 мача - 0 гола)
- Станислав Ангелов: 2010 (3 мача - 0 гола)
- Валентин Илиев: 2011/12 (26 мача - 4 гола)
- Христо Златински: 2018/19 (3 мача - 0 гола)

## Успехи

### Международни
- Суперкупа на Европа:
  -  Носител (1): 1986
- Купа на европейските шампиони (КЕШ):
  -  Носител (1): 1985/86
  -  Финалист (1): 1988/89
- Международна купа на шампионите:
  -  Финалист (1): 1986
- Купа на УЕФА:
  - 1/2 финалист (1): 2005/06
- Купа на носителите на купи (КНК):
  - 1/4 финалист (2): 1971/72, 1992/93

### Национални
- Лига I:
  -  Шампион (28, рекорд): 1951, 1952, 1953, 1956, 1959/60, 1960/61, 1967/68, 1975/76, 1977/78, 1984/85, 1985/86, 1986/87, 1987/88, 1988/89, 1992/93, 1993/94, 1994/95, 1995/96, 1996/97, 1997/98, 2000/01, 2004/05, 2005/06, 2012/13, 2013/14, 2014/15, 2023/24, 2024/25
  -  Второ място (20): 1954, 1957/58, 1962/63, 1976/77, 1979/80, 1983/84, 1989/90, 1990/91, 1991/92, 2002/03, 2003/04, 2006/07, 2007/08, 2015/16, 2016/17, 2017/18, 2018/19, 2020/21, 2021/22, 2022/23
  -  Трето място (9): 1958/59, 1963/64, 1964/65, 1969/70, 1970/71, 1978/79, 1998/99, 1999/00, 2011/12
- Купа на Румъния:
  -  Носител (24, рекорд): 1949, 1950, 1951, 1952, 1955, 1962, 1966, 1967, 1969, 1970, 1971, 1976, 1979, 1985, 1987, 1988, 1989, 1992, 1996, 1997, 1999, 2011, 2015, 2020
  -  Финалист (8): 1953, 1964, 1977, 1980, 1984, 1986, 1990, 2014
- Купа на Лигата:
  -  Носител (2): 2015, 2016
- Суперкупа на Румъния:
  -  Носител (6, рекорд): 1994, 1995, 1998, 2001, 2006, 2013
  -  Финалист (3): 1999, 2005, 2011, 2020/21

## Рекорди
- Първият отбор от Източна Европа, спечелил КЕШ
- 26 пъти шампион на Румъния
- 24 купи на Румъния
- Най-много поредни мачове без загуба в света – 104
- Голмайстор на всички времена в Румъния: Ангел Йорданеску (146 гола от 14 сезона)
- Най-много спечелени титли на Румъния от един футболист: Мариус Лакътуш (10)